# Michaił Sołowjow (młodszy porucznik)
Michaił Grigorjewicz Sołowjow (ros. Михаил Григорьевич Соловьёв, ur. 1917 we wsi Słuzna obecnie w rejonie spas-diemieńskim w obwodzie kałuskim, zm. 7 października 1943 w rejonie iwankowskim w obwodzie kijowskim) – radziecki wojskowy, młodszy porucznik, uhonorowany pośmiertnie tytułem Bohatera Związku Radzieckiego (1944).

## Życiorys
Urodził się w rodzinie chłopskiej. Po ukończeniu 7-letniej szkoły uczył się na kursach pedagogicznych we wsi Pawlinowo w obwodzie kałuskim, później pracował jako nauczyciel w wiejskich szkołach podstawowych w rejonie spas-diemieńskim. W 1941 ukończył Instytut Prawny w Moskwie, pracował jako śledczy w Zarządzie NKWD obwodu moskiewskiego, od sierpnia 1942 służył w Armii Czerwonej. W 1943 ukończył szkołę piechoty w Moskwie, od lipca 1943 uczestniczył w wojnie z Niemcami, walczył na Froncie Centralnym i Woroneskim. Brał udział w bitwie pod Kurskiem i walkach o lewobrzeżną Ukrainę jako dowódca kompanii 10 gwardyjskiego pułku powietrznodesantowego 3 Gwardyjskiej Dywizji Powietrznodesantowej 60 Armii. Wyróżnił się w bitwie o Dniepr, podczas walk na przyczółku na prawym brzegu Dniepru k. wsi Miedwin w rejonie iwankowskim w obwodzie kijowskim. 2 października 1943 jego kompania jako pierwsza wdarła się do wsi, zabijając w walce podobno 65 żołnierzy i oficerów wroga i zdobywając wzgórze; sam Sołowjow miał osobiście zabić 8 żołnierzy. Następnie kompania przez 3 godziny odpierała kontrataki wroga. Sołowjow podczas tych starć podobno zabił osobiście ponad 20 hitlerowców. 7 października 1943 w walce o rozszerzenie przyczółku zginął, uprzednio zabijając podobno 11 żołnierzy wroga. Został pochowany w Hornostajpolu. Był odznaczony Orderem Czerwonej Gwiazdy. Decyzją Prezydium Rady Najwyższej ZSRR z 10 stycznia 1944 pośmiertnie otrzymał tytuł Bohatera Związku Radzieckiego i Order Lenina. 

## Upamiętnienie
Jego imieniem nazwano ulicę w Spas-Diemieńsku i szkołę podstawową. Jego imię umieszczono w Alei Sławy w Spas-Diemieńsku.